# 北小路三郎

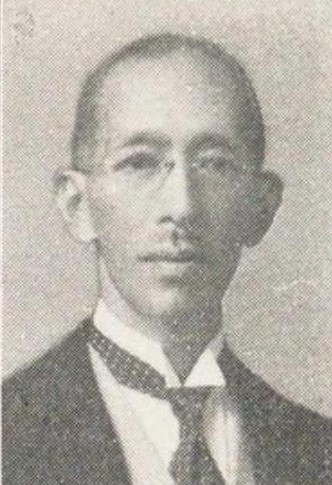
北小路三郎

北小路 三郎（きたこうじ さぶろう、1890年（明治23年）10月22日 - 1969年（昭和44年）11月21日）は、明治から昭和期の宮内官、政治家、華族。貴族院子爵議員。

## 経歴
子爵・北小路俊親の三男として生まれ、兄・北小路明の死去に伴い、1910年（明治43年）11月、家督を継承し、同年12月14日、子爵を襲爵した。
学習院高等科を経て、1919年（大正8年）7月、東京帝国大学文学部史学科（西洋史学）を卒業し、さらに同大学院を修了した。
1901年（明治34年）侍従職出仕となる。以後、侍従兼式部官、図書寮編修官兼御歌所主事、御歌所参候、大礼使典儀官、歌会始奉行などを務めた。
1940年（昭和15年）9月21日、貴族院子爵議員補欠選挙で当選し、研究会に所属し1947年（昭和22年）5月2日の貴族院廃止まで1期在任した。

## 親族
- 母：道子（藤井行道の長女）[1]
- 妻：治子（はるこ、日野西資博の二女）[1]
  - 長男：俊元[1]